# Debin (fiume)
Il Debin (in russo Дебин?) è un fiume dell'estremo oriente russo, affluente di sinistra della Kolyma. Scorre nel rajon Jagodninskij dell'Oblast' di Magadan.
Nasce dalla catena dei Monti Čerge, nel sistema dei Monti Čerskij, nella parte occidentale della oblast' di Magadan, percorrendo una stretta valle mantenendo direzione mediamente meridionale nell'alto corso, sudorientale nel basso corso. Sfocia nell'alto corso della Kolyma, poco distante dall'insediamento di Debin (che ha preso il nome dal fiume). Altri centri urbani di qualche rilievo incontrati dal fiume sono Burchala e Jagodnoe. I maggiori affluenti del Debin sono Dželgala, Suchachy, entrambi provenienti dalla destra idrografica.
Come tutti gli altri fiumi del bacino, anche il Debin soffre di lunghissimi periodi di congelamento delle acque, che si protraggono in media da metà autunno alla tarda primavera.
Da metà corso alla foce, lungo la sponda sinistra del fiume corre la strada R504 «Kolyma».